# Kittelsjöarna (Vilhelmina socken, Lappland, 724350-148273)
Kittelsjöarna är en sjö i Vilhelmina kommun i Lappland och ingår i Ångermanälvens huvudavrinningsområde. Kittelsjöarna ligger i Södra Gardfjället Natura 2000-område.